# Grande Prêmio dos Estados Unidos de 1975
Resultados do Grande Prêmio dos Estados Unidos de Fórmula 1 realizado em Watkins Glen em 5 de outubro de 1975. Décima quarta e última etapa do campeonato, foi vencido pelo austríaco Niki Lauda, da Ferrari, que subiu ao pódio ladeado por Emerson Fittipaldi e Jochen Mass, pilotos da McLaren-Ford.

## Classificação da prova
| Pos. | Nº | Piloto             | Construtor      | Voltas | Tempo/Diferença   | Grid | Pontos |
| ---- | -- | ------------------ | --------------- | ------ | ----------------- | ---- | ------ |
| 1    | 12 | Niki Lauda         | Ferrari         | 59     | 1:42:58.175       | 1    | 9      |
| 2    | 1  | Emerson Fittipaldi | McLaren-Ford    | 59     | + 4.943           | 2    | 6      |
| 3    | 2  | Jochen Mass        | McLaren-Ford    | 59     | + 47.637          | 9    | 4      |
| 4    | 24 | James Hunt         | Hesketh-Ford    | 59     | + 49.475          | 15   | 3      |
| 5    | 5  | Ronnie Peterson    | Lotus-Ford      | 59     | + 49.986          | 14   | 2      |
| 6    | 3  | Jody Scheckter     | Tyrrell-Ford    | 59     | + 50.321          | 10   | 1      |
| 7    | 9  | Vittorio Brambilla | March-Ford      | 59     | + 1:44.031        | 6    |        |
| 8    | 10 | Hans-Joachim Stuck | March-Ford      | 58     | + 1 volta         | 13   |        |
| 9    | 28 | John Watson        | Penske-Ford     | 57     | + 2 voltas        | 12   |        |
| 10   | 30 | Wilson Fittipaldi  | Fittipaldi-Ford | 55     | + 4 voltas        | 23   |        |
| NC   | 16 | Tom Pryce          | Shadow-Ford     | 52     | Não classificado  | 7    |        |
| NC   | 6  | Brian Henton       | Lotus-Ford      | 49     | Não classificado  | 19   |        |
| Ret  | 25 | Brett Lunger       | Hesketh-Ford    | 46     | Acidente          | 18   |        |
| Ret  | 31 | Roelof Wunderink   | Ensign-Ford     | 41     | Câmbio            | 22   |        |
| DSQ  | 11 | Clay Regazzoni     | Ferrari         | 28     | Desclassificado   | 11   |        |
| Ret  | 17 | Jean-Pierre Jarier | Shadow-Ford     | 19     | Rolamento de roda | 4    |        |
| Ret  | 7  | Carlos Reutemann   | Brabham-Ford    | 9      | Motor             | 3    |        |
| Ret  | 27 | Mario Andretti     | Parnelli-Ford   | 9      | Suspensão         | 5    |        |
| Ret  | 23 | Tony Brise         | Hill-Ford       | 5      | Acidente          | 17   |        |
| Ret  | 15 | Michel Leclère     | Tyrrell-Ford    | 5      | Motor             | 20   |        |
| Ret  | 4  | Patrick Depailler  | Tyrrell-Ford    | 2      | Acidente          | 8    |        |
| Ret  | 8  | José Carlos Pace   | Brabham-Ford    | 2      | Acidente          | 16   |        |
| DNS  | 21 | Jacques Laffite    | Williams-Ford   |        | Cansaço físico    | 21   |        |
| DNS  | 20 | Lella Lombardi     | Williams-Ford   |        | Ignição           | 24   |        |

## Tabela do campeonato após a corrida
| Pos.   | Piloto             | Pontos |
| ------ | ------------------ | ------ |
| 1      | Niki Lauda         | 64,5   |
| 2      | Emerson Fittipaldi | 45     |
| 3      | Carlos Reutemann   | 37     |
| 4      | James Hunt         | 33     |
| 5      | Clay Regazzoni     | 25     |
| Fonte: |                    |        |

| Pos.   | Construtor   | Pontos  |
| ------ | ------------ | ------- |
| 1      | Ferrari      | 72,5    |
| 2      | Brabham-Ford | 54 (56) |
| 3      | McLaren-Ford | 53      |
| 4      | Hesketh-Ford | 33      |
| 5      | Tyrrell-Ford | 25      |
| Fonte: |              |         |

- Nota: Somente as primeiras cinco posições estão listadas e os campeões da temporada surgem destacados em negrito. A temporada de 1975 foi dividida em dois blocos de sete corridas onde cada piloto descartaria um resultado. Neste ponto esclarecemos: na tabela dos construtores figurava somente o melhor colocado dentre os carros do mesmo time.